# Campagne de Monteverde
Batailles
m
- Séisme de 1812
- Los Colorados
- Valencia (es)
- La Victoria (es)
- Puerto Cabello (en)

La campagne de Monteverde (espagnol : Campaña de Reconquista de Monteverde) est une série d'actions militaires qui ont eu lieu entre février et juillet 1812 au cours desquelles le militaire espagnol Domingo Monteverde dirige l'armée royaliste pour réprimer les provinces vénézuéliennes ayant déclaré leur indépendance de l'Espagne et récupérer le contrôle du centre et de l'ouest du pays. Cette campagne victorieuse des royalistes mène à la chute de la Première République du Venezuela.

## Déroulement

### Mise en position des belligérants
Le Capitão de fragata d'origine canarienne Domingo Monteverde, à la tête d'une compagnie de 120 soldats espagnols, quitte Porto Rico et débarque à Coro. Le gouverneur de la province de Coro (es), José Ceballos (es), au courant de l'activité royaliste à Carora, sous le commandement du colonel Juan de los Reyes Vargas (es), ordonne à Monteverde, accompagné par le prêtre Andrés Torellas et avec une colonne de 200 hommes, d'appuyer la rébellion dans la région. Monteverde atteint Siquisique le 17 mars, deux jours après le discours royaliste de Reyes Vargas. Dans la ville ses forces augmentent de 400 hommes supplémentaires. Depuis Maracaibo, il reçoit un renfort de 500 hommes. La colonne de Monteverde rassemble alors quelque 1 550 hommes d'infanterie, de cavalerie et d'artillerie, en plus de l'infanterie de marine . Cette force est également composée de 60 officiers, deux chirurgiens ainsi que de 3 officiers et miliciens sueltos, 3 maîtres auxiliaires et 3 employés de la Real Hacienda. Finalement, il se dirige vers Carora, où il arrive le 23 mars.
Alarmée par le succès de Monteverde, le gouvernement de la République nomme le général Francisco de Miranda commandant en chef de l'armée et lui donne des pouvoirs extraordinaires. Le 25 mars, Miranda assume la dictature. Miranda quitte Caracas le 1er mai avec neuf bataillons d'infanterie, un bataillon de sapeurs, 10 pièces d'artillerie, deux escadrons de cavalerie et plusieurs compagnies sueltas.
Le généralissime Miranda place à les vallées d'Aragua et atteint Guacara, où il se retranche dans la passe de La Cabrera, renforçant en même temps celle de Guaica au sud du Lac de Valencia.

### Combats
Monteverde se voit favorisé par le séisme de Caracas de 1812 (12 mars) qui affecte en majorité des centres de populations contrôlés par les patriotes où périssent des milliers de civils et de militaires et cause l'impopularité de la cause indépendantiste dans la société vénézuélienne qui, très religieuse, interprète la catastrophe comme un châtiment divin. Le séisme et ses répliques très violentes du 26 mars et du 4 avril, feront un total 20 000 victimes. Le 7 avril, Monteverde occupe Barquisimeto, détruite par le séisme, sans rencontrer de résistance. Le 25 avril, il prend San Carlos après la défaite de Miguel Ustáriz à Los Colorados. Monteverde poursuit son avancée jusqu'à Valencia où il défait le colonel Miguel Carabaño le 3 mai et occupe la ville. 
Pour forcer le passage barré par Miranda, Monteverde charge Eusebio Antoñanzas (es) de se diriger vers les llanos de Calabozo, de lancer l'insurrection dans cette zone puis d'avancer jusqu'à Maracay vía Villa de Cura. Le succès que rencontre Antoñanzas oblige Miranda à retourner à La Victoria où, après la fusion des forces de Monteverde et Antoñanzas à San Mateo, il résiste aux deux attaques royalistes du 20 et du 29 juin.

### Capitulation de la République
Tandis qu'il résiste à l'attaque royaliste à La Victoria (où Monteverde perd 2 000 hommes, tués ou blessés) Miranda reçoit des nouvelles alarmantes de l'insurrection des esclaves dans la région de Barlovento et la perte de la forteresse de Puerto Cabello.
La situation militaire dans la République convainc Miranda d'entamer des négociations avec les Espagnols. Le 25 juillet, la capitulation de la République est signée à San Mateo.